# Martín Montoya
Martin Montoya Torralbo (n. 14 aprilie 1991, Gavà, Spania) este un  fotbalist spaniol care joacă pe postul de fundaș dreapta la clubul Aris Thessaloniki F.C.

## Cariera de club
S-a născut în orașul Gavà, Barcelona, Spania, Montoya a început să joace fotbal la un club din orașul său numit Gavà, transferându-se la Barcelona prin academia de tineri a Barcelonei La Masia, pe când avea opt ani. După progresul arătat în joc a promovat la Barcelona B 
în 2009.
În sezonul 2009-2010, Montoya a contribuit la 22 de meciuri cu antrenorul Luis Enrique reîntors din divizia secundă după 11 ani de absență. Pe 26 februarie 2011 își face debutul la prima echipă a Barcelonei, intrând în locul lui 
Adriano Correia în ultimele 5 minute după victoria Barcelonei împotriva echipei RCD Mallorca.

## Palmares

### Club
Barcelona
- La Liga: 2010–11, 2012–13
- Copa del Rey: 2011–12

Finalist: 2013–14
- Supercopa de España: 2013

Finalist: 2012

### Națională
Spania U21
- Campionatul European Under-21: 2011, 2013